# Opera met het volksaccent
Opera met het volksaccent is een Chinese operavorm waar het regiolect Chaozhouhua of Hokkien wordt gesproken. Het is een tegenhanger van de opera met het echte accent. Het regiolect wordt gezien als volksaccent en het Mandarijn wordt gezien als het echte accent.
Beide operavormen komen voor in de Oost-Guangdongse regio's Chaoshan en Hailufeng. De emigranten uit deze regio hebben de operavorm meegenomen naar Hongkong en Taiwan, waar deze ook te zien is. In Taiwan is er sinds de Qing-dynastie ook opera met het volksaccent te vinden. Er bestaan daar diverse professionele en amateurverenigingen die opera met het volksaccent uitvoeren.
Opera met het volksaccent in Chaoshan wordt in het lokale regiolect "Chao-opera" genoemd. In Hailufeng wordt het het volksaccent van Hailufeng (海陸豐白字) of het volksaccent van Nanxia (南下白字) genoemd.
De Staatsraad der Volksrepubliek China heeft de opera met het volksaccent in 2006 geplaatst op de lijst van immaterieel cultureel erfgoed van de eerste graad.